# 51e breedtegraad noord
De 51e breedtegraad noord is een denkbeeldige cirkel op de Aarde op 51 graden ten noorden van de evenaar. De breedtegraad bevindt zich op 39 graden ten zuiden van de geografische Noordpool.

## Landen en zeeën
Overzicht van landen en zeeën op de 51e breedtegraad noord. Bovenaan staat het gebied op nulmeridiaan.
| Land of zee         | Opmerking |
| ------------------- | --- |
| Verenigd Koninkrijk | Engeland |
| Nauw van Calais     | |
| Frankrijk           | De grens tussen de departementen Noorderdepartement en Pas-de-Calais bij het Nauw van Calais ligt precies op de 51e breedtegraad noord. |
| België              | Alle 5 de provincies van Vlaanderen. |
| Nederland           | Het perron van station Sittard ligt hier ter hoogte van het politiebureau exact op.                                                     |
| Duitsland           | De Saale-Unstrut is op deze breedtegraad het noordelijkst gelegen commerciële wijngebied van betekenis in Europa.                       |
| Tsjechië            | |
| Duitsland           | |
| Polen               | |
| Tsjechië            | |
| Polen               | |
| Oekraïne            | |
| Rusland             | |
| Kazachstan          | De grens tussen Rusland en Kazachstan gaat vijf keer op en neer over de 51e breedtegraad.                                               |
| Rusland             | |
| Mongolië            | Waaronder het Khuvsgulmeer |
| Rusland             | |
| China               | |
| Rusland             | |
| Tatarensont         | |
| Rusland             | Het eiland Sachalin |
| Zee van Ochotsk     | |
| Rusland             | Kamtsjatka |
| Grote Oceaan        | De breedtegraad loopt langs de Aleoeten. Het Amatignak Island ligt slechts 23 km noordelijk van de breedtegraad.                        |
| Canada              | Brits-Columbia Alberta Saskatchewan Manitoba Ontario Quebec                                                                             |
| Saint Lawrencebaai  | |
| Canada              | Het Great Northern Peninsula van het eiland Newfoundland                                                                                |
| Atlantische Oceaan  | |
| Verenigd Koninkrijk | Engeland |